# Alex Curling Delisser
Alex Curling Delisser (San José, 3 de septiembre de 1908 - 22 de agosto de 1987) fue un abogado, activista de los Derechos Humanos y político afrodescendiente costarricense. Primera persona afrodescendiente en ser electa diputada, cargo que ejerció en el período legislativo 1953-1958, declarado Benemérito de la Patria por la Asamblea Legislativa en diciembre de 2002, Curling es conocido por su lucha por los Derechos Humanos y de los migrantes. La Ley 1902 del año 1955, apodada «Ley Curling» por ser de su autoría, permitió la naturalización de los extranjeros residentes en el país.

## Biografía
Curling nació en San José de emigrantes jamaiquinos. Huérfano de padre a partir de los nueve años, su madre Maud Curling se dedicó al comercio restaurantero. Obtuvo el bachillerato en el Liceo de Costa Rica y se graduó en la Escuela de Derecho de la Universidad de Costa Rica. Fue agente fiscal en Limón, Santa Cruz y Golfito, asesor de la Cooperativa de Productores de Cacao (COOPROCAL) y dirigente del movimiento Scout en la provincia de Limón.
Casó con Nelly Rodríguez Okalegan con quien tuvo nueve hijos;  Miriam, Thelma, Margarita, Grace, Joyce, Alejandro, Maud Elizabeth, Nelly Jean y Annie. Amigo personal de José Figueres Ferrer, caudillo fundador de la Segunda República, a quien le tradujo sus discursos al inglés.
Activista de los derechos laborales de la minoría negra, se opuso a la norma de la United Fruit Company de contratar mano de obra negra y sus presiones llevaron a que la Asamblea Nacional Constituyente de 1949 derogara el inciso del contrato y prohibiera discriminar por razones de raza. Antes de entrar en vigencia la Constitución Política de 1949 la mayoría de los negros costarricenses no tenían derecho al voto o a ser electos en cargos de elección popular, tras la promulgación de la nueva Constitución que les otorgaba la ciudadanía plena, Curling fue jefe de acción política del Partido Liberación Nacional (fundado por Figueres) en Limón y Siquirres, electo diputado en 1953, primero de su raza en el país. Si bien era diputado suplente, participaba activamente en las discusiones del plenario y sustituía con frecuencia a William Reuben Aguilera quien asistía esporádicamente. Esto le permitió promover la Ley Curling que permitió la extensión de la nacionalidad costarricense a los extranjeros residentes en el país y minorías étnicas. Sobre esto mencionó:

Soy ciudadano costarricense por un acto de voluntad, y usándola opté por la ciudadanía. Lo hice con la conciencia plena de que adquiría ciertos derechos. También me imponía el deber ineludible de ofrendar mi vida, si fuera necesario, en defensa de la patria. Pero la Patria no se defiende solo en los campos de batalla, al fiero rugir del cañón; se defiende también defendiendo los sagrados derechos de sus hijos.